# Gustavo Borges
Gustavo França Borges ORB (Ribeirão Preto, 2 de dezembro de 1972) é um nadador brasileiro, que participou de quatro Jogos Olímpicos (1992 a 2004), conquistando um total de quatro medalhas, sendo duas de prata (a primeira nos 100 metros livre nas Olimpíadas de 1992 em Barcelona, e a segunda nos 200 metros livre em Atlanta 1996). Uma curiosidade sobre a sua medalha de prata nos 100 metros livre em 1992: Um erro de equipamento resultou no placar inicialmente exibindo Borges como o último colocado da final. Porém, era óbvio para qualquer um que estivesse assistindo que se tratava de um erro. Seu touchpad estava com defeito. Os oficiais revisaram o filme da prova, e lhe atribuiram, primeiramente um tempo de 49,53 (o que lhe daria um quinto lugar); porém, ao revisar o video, eles perceberam que estavam analisando outro nadador, e não o Gustavo. Assim, eles tiveram de revisar novamente, e lhe deram o tempo de 49,43, que lhe resultou na medalha de prata. Ele foi também campeão da NCAA divisão I.
Gustavo é o nadador brasileiro com maior número de medalhas conquistadas em campeonatos internacionais — 35 no total — como Jogos Olímpicos, Campeonatos Mundiais de Piscinas Longa e Curta, Jogos Pan Americanos e Pan Pacíficos.
Atualmente, reside em São Paulo. Ele já morou em Jacksonville e foi estudante na Universidade de Michigan em Ann Arbor, tendo se formado em economia.
Representou os clubes A. A. Ituveravense, A. A. Francana, São Carlos Clube, Vasco da Gama e Esporte Clube Pinheiros.
Foi guiado pelo treinador de natação Jon Urbanchek, que também treinou grandes nadadores como Eric Namesnik e Marcel Wouda nos anos 90.
Gustavo Borges, considerado um dos principais atletas da história da natação brasileira, foi o porta-bandeira da delegação brasileira na cerimônia de encerramento dos Jogos Olímpicos de Verão de 2004 em Atenas. É o atleta com o segundo maior número total de medalhas em Jogos Pan-Americanos, com 18. É também o terceiro atleta brasileiro com maior número de medalhas de ouro em Pans, oito, logo atrás de Hugo Hoyama, que conquistou sua décima medalha nos Jogos Pan-Americanos de 2011 em Guadalajara; e do nadador Thiago Pereira, dono de 15 medalhas de ouro.

## Carreira

### Início
Borges nasceu em Ribeirão Preto, mas viveu em Ituverava durante toda a sua infância. Em 1981, aos nove anos, representando sua escola, chegou em terceiro lugar numa prova de 50 metros livre, sendo seu primeiro pódio. Antes, já havia participado de aulas de natação, na Associação Atlética Ituveravense.
Em 1984, na cidade de São João da Boa Vista, Gustavo conquistou sua primeira medalha em competições oficiais em uma prova dos 100 metros peito. Sagrou-se vice-campeão do Estado de São Paulo, e vice-campeão do Teto Olímpico no nado de peito, categoria 11/12 anos.
No ano de 1987, com 15 anos de idade e nadando pela Associação Atlética Francana, obteve a medalha de bronze nos 100 metros livre, e a prata nos 50 metros livre, no Campeonato Paulista de Natação, categoria Juvenil A/B. Neste ano deixou Ituverava, mudou-se para São Carlos e passou a defender o São Carlos Clube. Em 1988, no Campeonato Paulista Juvenil de Verão, foi campeão nos 50 metros livre e prata nos 100 metros livre. Já conseguia índices para participar do Campeonato Brasileiro, o Troféu Júlio Delamare.

### 1989: projeção nacional
Em 1989, depois de entrar para o Esporte Clube Pinheiros, Gustavo Borges começou a obter fama nacional. Apesar de mal ter completado 17 anos, começou a derrotar seguidamente o nadador Cristiano Michelena, que detinha a hegemonia nas provas de 100 e 200 metros no Brasil. Obteve suas primeiras vitórias no Troféu Brasil, o maior torneio do país, ao ganhar duas medalhas de ouro nos 50 e 100 metros livre.

### 1990: passos para o exterior
Já em 1990 Borges começou a obter sucesso em competições internacionais. No Campeonato Sul-Americano, disputado em Rosário, Argentina, ganhou o ouro nas três provas que competiu: 50 metros, 4x100 metros e 4x200 metros livre. Em julho, no Troféu José Finkel (o campeonato brasileiro em piscina curta), tornou-se o primeiro brasileiro a fazer os 100 metro livre abaixo de 49 segundos, com a marca de 48s59, e foi convocado a disputar o Campeonato Mundial de Esportes Aquáticos de 1991, realizado na Austrália. Neste mesmo ano, indicado por Maria Lenk, foi para os Estados Unidos estudar na Bolles School, em Jacksonville, na Flórida.

### 1991: campeão do Pan, e 5 medalhas
No Campeonato Mundial de Esportes Aquáticos de 1991, Borges ficou em 12º lugar nos 100 metros livre, quebrando o recorde sul-americano com a marca de 50s77, e também nos 50 metros nado livre (23s15). Ele também ficou em 28º nos 200 metros livre.
Borges ganhou suas primeiras medalhas internacionais importantes nos Jogos Pan-Americanos de 1991- 5: venceu os 100 metros livre com recorde do Pan, e foi medalha de prata nos 200 metros livre e bronze nos 50 metros livre, em todos com recorde sul-americano. Também foi ouro no revezamento 4x100 metros livre e prata no 4x200 metros livre.

### 1992: do Brasil para o mundo
Em 1992, Gustavo Borges quebrou o jejum brasileiro de medalhas na natação olímpica, que durava desde os Jogos Olímpicos de Verão de 1984, quando Ricardo Prado obteve a prata nos 400 metros medley. Participando de sua primeira olimpíada, nos Jogos Olímpicos de Barcelona, obteve a medalha de prata nos 100 metros livre, com a marca de 49s43, recorde sul-americano, perdendo o ouro para o lendário Alexander Popov. Também esteve em outras provas: ficou em sexto no revezamento 4x100 metros livre, em sétimo no 4x200 metros livre, em 13º nos 50 metros livre, e em 22º nos 200 metros livre.

### 1993: campeão e recordista mundial
O brasileiro obteve em 1993 três recordes mundiais em piscina curta. O primeiro foi em 2 de julho, no Troféu José Finkel, em Santos. Borges fez 47s94 nos 100 metros livre, recorde que durou até 1 de janeiro de 1994, quando foi batido por Alexander Popov. No dia 7 de julho, o time do Brasil, composto por Fernando Scherer, Teófilo Ferreira, José Carlos Souza e Gustavo Borges bateu o recorde mundial do revezamento 4x100 metros livre, com o tempo de 3m13s97, que pertencia à Suécia desde 19 de março de 1989: 3m14s00. Em 5 de dezembro, o Brasil bateu novamente o recorde da prova, com a mesma equipe, e a marca de 3min12s11. Esta marca foi obtida no Campeonato Mundial de Natação em Piscina Curta de 1993, onde Borges ganhou, além do ouro nos 4x100 metros livre, a prata nos 100 metros livre e o bronze nos 4x200 metros livre.

### 1994: dois bronzes
No Campeonato Mundial de Esportes Aquáticos de 1994 realizado em setembro em Roma, na Itália, o brasileiro obteve o bronze na prova dos 100 metros livre e no revezamento brasileiro dos 4x100 metros livre. Ele também ficou em quarto lugar na final dos 50 metros livre, e em 11º lugar nos 200 metros livre.

### 1995: o bi no Pan (com 4 medalhas) e no Mundial
Gustavo obteve muitos resultados importantes em 1995. No Pan de 1995, com 4 medalhas, realizado em março na Argentina, Borges foi bicampeão dos 100 metros livre, e também ganhou o ouro nos 200 metros livre, em ambos com recordes do Pan. Ganhou mais duas pratas nos revezamentos 4x100 e 4x200 metros livre.
Em agosto foi à Universíada de Verão de 1995, onde obteve duas pratas nos 100 e 4x100 metros livre.
Já no final do ano, no Campeonato Mundial de Natação em Piscina Curta de 1995 realizado no Rio de Janeiro, tornou-se bicampeão do revezamento 4x100 metros livre, além de ganhar o ouro dos 200 metros livre, a prata nos 100 metros livre e o bronze nos 4x200 metros livre.

### 1996: duas medalhas olímpicas
Borges participou dos Jogos Olímpicos de Atlanta e se torna o primeiro brasileiro a conseguir três medalhas em olimpíadas, feito também conseguido por Torben Grael nos mesmos jogos. Ganhou a medalha de prata nos 200 metros livre com a marca de 1m48s08, e o bronze nos 100 metros livre fazendo 49s02, ambos recordes sul-americanos. O recorde dos 100 metros livre só viria a ser batido por Fernando Scherer em agosto de 1998, e o dos 200 metros livre somente seria batido por Rodrigo Castro em 2008. Também ficou em quarto lugar no revezamento 4x100 metros livre e em 12º nos 50 metros livre.

### 1997: o quarto ouro mundial
1997 foi o ano em que o nadador ganhou seu último ouro em campeonatos mundiais. No Campeonato Mundial de Natação em Piscina Curta de 1997, ele foi ouro nos 200 metros livre, e prata nos 100 metros livre.

### 1998: o quarto recorde mundial
Borges participou do Campeonato Mundial de Esportes Aquáticos de 1998, em Perth, onde esteve em três finais: ficou em quinto lugar nos 100 metros livre, oitavo nos 200 metros livre e sexto nos 4x100 metros livre.
O final de 1998 ficou marcado pela terceira quebra consecutiva do recorde dos 4x100 metros livre em piscina curta, pelo revezamento brasileiro. Em 20 de dezembro, logo após o encerramento do Troféu José Finkel, o quarteto formado por Fernando Scherer, Carlos Jayme, Alexandre Massura e Gustavo Borges, nesta ordem, caíram na piscina do Club de Regatas Vasco da Gama e conseguiram a marca de 3m10s45, que só seria batida no ano 2000 pela equipe da Suécia.
Neste Troféu José Finkel, Borges também bateu, pela última vez na carreira, o recorde sul-americano de piscina curta dos 100 metros livre com 47s14, e o dos 200 metros livre com 1m44s40.

### 1999: o Pan mais dourado e 5 medalhas
Neste ano, Gustavo Borges liderou o Brasil ao melhor resultado de todos os tempos da natação brasileira nos Jogos Pan-Americanos. Neste Pan de 1999, o revezamento 4x100 metros medley (formado por Alexandre Massura, Marcelo Tomazini, Fernando Scherer e Borges) ganhou, pela primeira vez na história do Pan, a medalha de ouro, com o tempo de 3m40s27, quebrando os recordes pan-americano e sul-americano, além de garantir a vaga do revezamento brasileiro para as Olimpíadas de Sydney 2000. Também ganhou os ouros nos 200 metros livre e 4x100 metros livre (neste com recorde sul-americano), a prata no 4x200 metros livre (também com recorde sul-americano) e o bronze nos 100 metros livre.
Neste torneio, se juntou a Hugo Hoyama e Cláudio Kano como os brasileiros que mais ganharam medalhas de ouro na história do evento, com sete cada um. Também virou o recordista nacional de medalhas nos Jogos, com 15 no total. Neste ano também nasceu seu primeiro filho, Luiz Gustavo.

### 2000: quatro medalhas em três olimpíadas
Nos Jogos Olímpicos de Verão de 2000 veio o último pódio olímpico de Borges quando, junto com Edvaldo Valério, Carlos Jayme e Fernando Scherer, ganhou o bronze para o Brasil nos 4 x 100 metros livre, com a marca de 3min17s40. A Austrália bateu o recorde mundial e levou o ouro com o tempo de 3min13s67. Também participou da prova dos 100 metros livre, onde terminou na 16º posição.
Durante os Jogos, Gustavo foi escolhido pela Federação Internacional de Natação (FINA) para fazer parte de um time de 12 atletas, que seriam parte de um comitê, no período de 2000 a 2005. Era o único representante sul-americano da lista. O Brasil tornou-se, então, um dos países com grande representação dentro da federação. Neste ano iniciou sua preparação para encerrar a carreira e tornar-se empresário.

### 2002: a última medalha mundial
O nadador brasileiro obteve no Campeonato Mundial de Natação em Piscina Curta de 2002 a sua última medalha em mundiais, a prata nos 200 metros livre. Ficou em 4º lugar nos 4x200m livres, a 0,4s do bronze. Também obteve o 5º lugar nos 4x100m livres, o sétimo lugar nos 100 metros livre e o sétimo lugar nos 4x100 metros medley.
Neste torneio, Borges também bateu, pela última vez na carreira, o recorde sul-americano de piscina curta dos 4x200 metros livre, com 7m09s14, e o dos 4x100 metros medley, com 3m35s59.

### 2003: último Pan e 4 medalhas
Em julho, no Campeonato Mundial de Esportes Aquáticos de 2003 em Barcelona, esteve na prova dos 4x100 metros livre, terminando na 12ª colocação; nos 4x200 metros livre ficou em nono lugar e nos 4x100 metros medley, ficou em 17º.
Em agosto participou de seu quarto e último Pan, com 4 medalhas. Na República Dominicana, aos 30 anos de idade, se firmou como o maior medalhista brasileiro da história dos Jogos, com 19 pódios, onde obteve oito medalhas de ouro, oito de prata e três de bronze. Nesta edição ajudou a natação do Brasil a conseguir 21 medalhas (recorde da modalidade). Suas medalhas foram: o ouro no 4x100 metros livre,  prata no 4x200 metros livre,  prata no 4x100 medley e o bronze nos 100 metros livre.
Lançou um livro, Lições da água. Também se tornou empresário, administrando a Gustavo Borges Natação e Fitness, em Curitiba.

### 2004: aposentadoria da natação profissional
Borges se despediu da natação aos 31 anos, nos Jogos Olímpicos de Verão de 2004 em Atenas. Só participou de uma prova, o 4x100 metros livre, onde o Brasil ficou em 12º lugar e não foi à final.

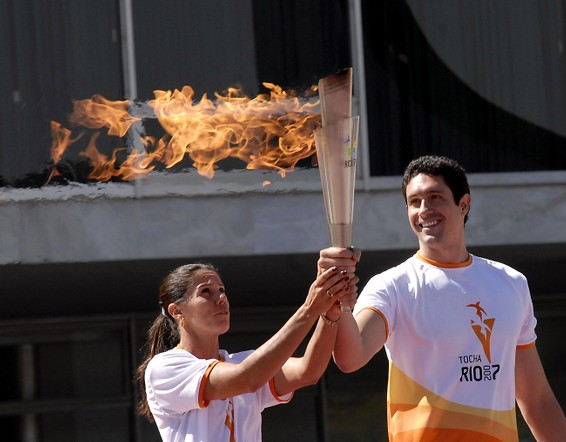
Gustavo Borges carregando a tocha dos Jogos Pan-Americanos Rio 2007.

## Legado
Em 2006, Borges passou a integrar a Ordem de Rio Branco no grau de Oficial suplementar por mérito desportista através de decreto do então presidente Luiz Inácio Lula da Silva. Em 2012 entrou para o International Swimming Hall of Fame. É o segundo brasileiro a ser homenageado pela instituição; a primeira foi Maria Lenk, em 1988.

## Recordes
Gustavo Borges é ex-detentor dos seguintes recordes:
| Prova               | Marca   | Data                   | Recorde       | Piscina | Ref.          |
| ------------------- | ------- | ---------------------- | ------------- | ------- | ------------- |
| 50 metros livre     | 22s82   | agosto de 1991         | Sul-Americano | Longa   | [ 31 ]        |
| 100 metros livre    | 49s02   | 22 de julho de 1996    | Sul-Americano | Longa   |               |
| 200 metros livre    | 1m48s08 | 20 de julho de 1996    | Sul-Americano | Longa   | [ 32 ]        |
| 4x100 metros livre  | 3m17s18 | agosto de 1999         | Sul-Americano | Longa   | [ 33 ]        |
| 4x200 metros livre  | 7m22s92 | agosto de 1999         | Sul-Americano | Longa   | [ 16 ] [ 34 ] |
| 4x100 metros medley | 3m40s27 | agosto de 1999         | Sul-Americano | Longa   | [ 35 ]        |
| 50 metros livre     | 21s90   | 27 de junho de 1997    | Brasileiro    | Curta   |               |
| 100 metros livre    | 47s14   | 19 de dezembro de 1998 | Sul-Americano | Curta   | [ 36 ] [ 37 ] |
| 200 metros livre    | 1m44s40 | 18 de dezembro de 1998 | Sul-Americano | Curta   | [ 37 ] [ 38 ] |
| 4x100 metros livre  | 3m10s45 | 20 de dezembro de 1998 | Mundial       | Curta   | [ 14 ]        |
| 4x200 metros livre  | 7m09s14 | 4 de abril de 2002     | Sul-Americano | Curta   | [ 22 ]        |
| 4x100 metros medley | 3m35s59 | 7 de abril de 2002     | Sul-Americano | Curta   | [ 39 ] [ 40 ] |

Em piscina curta (25 metros), Gustavo Borges foi recordista mundial dos 100 metros livre entre 1993 e 1994, e do revezamento 4x100 metros livre entre 1993 e 2000.

## Principais resultados
| Ano  | Torneio                             | Local                              | Prova               | Resultado | Marca   | Recorde                                                  |
| ---- | ----------------------------------- | ---------------------------------- | ------------------- | --------- | ------- | -------------------------------------------------------- |
| 1991 | Jogos Pan-Americanos                | Havana, Cuba                       | 100 metros livre    | 1º        | 49.48   | Recorde dos Jogos Pan-Americanos · Recorde sul-americano |
| 1991 | Jogos Pan-Americanos                | Havana, Cuba                       | 4x100 metros livre  | 1º        | 3:23.28 |                                                          |
| 1991 | Jogos Pan-Americanos                | Havana, Cuba                       | 200 metros livre    | 2º        | 1:49.74 | Recorde sul-americano                                    |
| 1991 | Jogos Pan-Americanos                | Havana, Cuba                       | 4x200 metros livre  | 2º        | 7:28.83 |                                                          |
| 1991 | Jogos Pan-Americanos                | Havana, Cuba                       | 50 metros livre     | 3º        | 22.82   | Recorde sul-americano                                    |
| 1992 | Jogos Olímpicos de Verão            | Barcelona, Espanha                 | 100 metros livre    | 2º        | 49.43   | Recorde sul-americano                                    |
| 1993 | Campeonato Mundial em Piscina Curta | Palma de Maiorca, Espanha          | 4x100 metros livre  | 1º        | 3:12.11 | Recorde mundial                                          |
| 1993 | Campeonato Mundial em Piscina Curta | Palma de Maiorca, Espanha          | 100 metros livre    | 2º        | 48.42   |                                                          |
| 1993 | Campeonato Mundial em Piscina Curta | Palma de Maiorca, Espanha          | 4x200 metros livre  | 3º        | 7:09.36 |                                                          |
| 1994 | Campeonato Mundial da FINA          | Roma, Itália                       | 100 metros livre    | 3º        | 49.52   |                                                          |
| 1994 | Campeonato Mundial da FINA          | Roma, Itália                       | 4x100 metros livre  | 3º        | 3:19.35 |                                                          |
| 1995 | Jogos Pan-Americanos                | Mar del Plata, Argentina           | 100 metros livre    | 1º        | 49.31   | Recorde dos Jogos Pan-Americanos                         |
| 1995 | Jogos Pan-Americanos                | Mar del Plata, Argentina           | 200 metros livre    | 1º        | 1:48.49 |                                                          |
| 1995 | Jogos Pan-Americanos                | Mar del Plata, Argentina           | 4x100 metros livre  | 2º        | 3:20.33 |                                                          |
| 1995 | Jogos Pan-Americanos                | Mar del Plata, Argentina           | 4x200 metros livre  | 2º        | 7:28.70 |                                                          |
| 1995 | Universíada                         | Fukuoka, Japão                     | 100 metros livre    | 2º        | 50.20   |                                                          |
| 1995 | Universíada                         | Fukuoka, Japão                     | 4x100 metros livre  | 2º        | 3:20.53 |                                                          |
| 1995 | Campeonato Mundial em Piscina Curta | Rio de Janeiro, Brasil             | 200 metros livre    | 1º        | 1:45.55 |                                                          |
| 1995 | Campeonato Mundial em Piscina Curta | Rio de Janeiro, Brasil             | 4x100 metros livre  | 1º        | 3:12.42 |                                                          |
| 1995 | Campeonato Mundial em Piscina Curta | Rio de Janeiro, Brasil             | 100 metros livre    | 2º        | 48.00   |                                                          |
| 1995 | Campeonato Mundial em Piscina Curta | Rio de Janeiro, Brasil             | 4x200 metros livre  | 3º        | 7:13.64 |                                                          |
| 1996 | Jogos Olímpicos de Verão            | Atlanta, Estados Unidos            | 200 metros livre    | 2º        | 1:48.08 | Recorde sul-americano                                    |
| 1996 | Jogos Olímpicos de Verão            | Atlanta, Estados Unidos            | 100 metros livre    | 3º        | 49.02   | Recorde sul-americano                                    |
| 1997 | Campeonato Mundial em Piscina Curta | Gotemburgo, Suécia                 | 200 metros livre    | 1º        | 1:45.45 |                                                          |
| 1997 | Campeonato Mundial em Piscina Curta | Gotemburgo, Suécia                 | 100 metros livre    | 2º        | 48.16   |                                                          |
| 1999 | Jogos Pan-Americanos                | Winnipeg, Canadá                   | 200 metros livre    | 1º        | 1:49.41 |                                                          |
| 1999 | Jogos Pan-Americanos                | Winnipeg, Canadá                   | 4x100 metros livre  | 1º        | 3:17.18 | Recorde dos Jogos Pan-Americanos · Recorde sul-americano |
| 1999 | Jogos Pan-Americanos                | Winnipeg, Canadá                   | 4x100 metros medley | 1º        | 3:40.27 | Recorde dos Jogos Pan-Americanos · Recorde sul-americano |
| 1999 | Jogos Pan-Americanos                | Winnipeg, Canadá                   | 4x200 metros livre  | 2º        | 7:22.92 | Recorde sul-americano                                    |
| 1999 | Jogos Pan-Americanos                | Winnipeg, Canadá                   | 100 metros livre    | 3º        | 50.10   |                                                          |
| 2000 | Jogos Olímpicos de Verão            | Sydney, Austrália                  | 4x100 metros livre  | 3º        | 3:17.40 |                                                          |
| 2002 | Campeonato Mundial em Piscina Curta | Moscou, Rússia                     | 200 metros livre    | 2º        | 1:45.67 |                                                          |
| 2003 | Jogos Pan-Americanos                | São Domingos, República Dominicana | 4x100 metros livre  | 1º        | 3:18.66 |                                                          |
| 2003 | Jogos Pan-Americanos                | São Domingos, República Dominicana | 4x200 metros livre  | 2º        | 7:25.17 |                                                          |
| 2003 | Jogos Pan-Americanos                | São Domingos, República Dominicana | 100 metros livre    | 3º        | 49.90   |                                                          |
| 2003 | Jogos Pan-Americanos                | São Domingos, República Dominicana | 4x100 metros medley | 2º        | 3:40,02 |                                                          |